# Stazione di Ovada Nord
La stazione di Ovada Nord è una stazione ferroviaria posta sulla linea Alessandria-Ovada. Serve la città di Ovada, e in particolare i suoi quartieri settentrionali.

## Interscambi
Dal 1936 al 1953 la stazione fu allacciata con il capolinea della tranvia per Novi Ligure, tramite un raccordo di circa 910 m utilizzato per l'inoltro delle merci.

## Movimento
A partire dal 17 giugno 2012 il servizio viaggiatori sulla linea è stato sospeso, di conseguenza la stazione risulta priva di traffico.
La linea tuttavia rimane percorsa da treni merci.